# أناتولي هاينتز
أناتولي هاينتز (بالنرويجية البوكمول: Anatol Heintz)‏ هو إحاثي نرويجي، ولد في 9 فبراير 1898 في سانت بطرسبرغ في روسيا، وتوفي في 23 فبراير 1975 في باروم في النرويج.